# Lela Margitić
Lela Margitić (Krasica, 28. srpnja 1941.), hrvatska kazališna, televizijska i filmska glumica.

## Filmografija

### Televizijske uloge
- "Oblak u službi zakona" kao Ivančica (2023.)
- "Blago nama" kao Daša (2020.)
- "Vatre ivanjske" kao Tilda Kolar (2014. – 2015.)
- "Nedjeljom ujutro, subotom navečer" kao gospođa Lungić (2012.)
- "Stipe u gostima" kao Uršula #1 (2008. – 2011.; 2012. – 2014.)
- "Mamutica" kao Ana Knežić (2009.)
- "Zakon ljubavi" kao Lela Šimović Pek (2008.)
- "Ponos Ratkajevih" kao Mila Jergović (2007. – 2008.)
- "Obični ljudi" kao Karolina Kincl (2006. – 2007.)
- "Kad zvoni?" kao profesorica likovne umjetnosti (2005.)
- "Novo doba" kao doktorica (2002.)
- "Obiteljska stvar" kao gospođa Tonković (1998.)
- "Ptice nebeske" (1989.)
- "Inspektor Vinko" kao Ivona (1984. – 1985.)
- "Gabrijel" kao Suzana (1984.)
- "Prizori iz obiteljskog života" (1979.)
- "Punom parom" kao Koka (1978.)
- "Vrijeme ratno i poratno" (1975.)
- "Maratonci" (1968.)

### Filmske uloge
- "Ispod crte" kao Vlasta (2003.)
- "Luka" (1992.)
- "Heda Gabler" (1985.)
- "Vlakom prema jugu" kao Mirjana (1981.)
- "Usporeno kretanje" (1979.)
- "Godišnja doba Željke, Višnje i Branke" (1979.)
- "Ljubica" (1978.)
- "Samac" (1976.)
- "Djeca iz susjedstva" (1968.)
- "Osuda inženjera Meglara" (1965.)
- "Službeni položaj" (1964.)

### Sinkronizacija
- "Auti 3" kao Lizi (2017.)
- "Avioni 2: Nebeski vatrogasci" kao Lili (2014.)
- "Pupijeva potraga" (2012.)
- "Princeza i žabac" kao Mama Odie (2009.)
- "Auti" kao Elza (2006.)
- "Pobuna na farmi" kao Gđa Kajbuš (2004.)
- "Izbavitelji" kao Gđa Picek (2004.)
- "Petar Pan" kao teta Millicent (2003.)

## Vanjske poveznice
- Lela Margitić u internetskoj bazi filmova IMDb-u (engl.)